# Orde van de Eik
De Orde van de Eik (Spaans: "Orden de la Encina", "Orden del Roble") was een legendarische ridderorde in Navarra.
Deze werd, zo schrijft Rammelsberg, in het jaar 723 door Carlias Ximenez, Koning van Navarra gesticht. De Koning had in een eik een kruis ontdekt en zag dit wonder, dat aan de vooravond van een veldslag tegen de Moren plaatsvond, als een voorteken van een overwinning.
Het devies van de orde was "Non tebo millia me circumdantium".
De orde wordt ondanks de Spaanse oorsprong door veel gezaghebbende bronnen, Ackermann, Rammelsberg, de la Roque, Marianus, Andreas Favyn en de Moret tot de historische orden van Frankrijk gerekend.
Berichten over ridderorden van vóór de kruistochten zijn onbetrouwbaar. Ook hier kan het zeer goed om een latere legende gaan.